# Vihtori Vesterinen

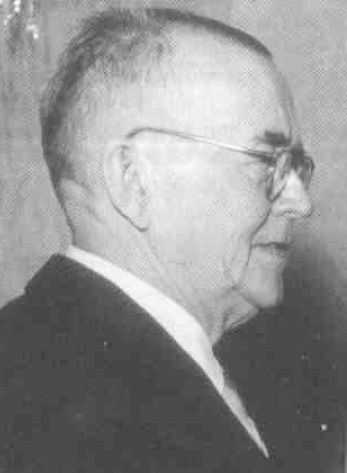
Vihtori Vesterinen.

Vihtori Vesterinen, född 27 januari 1885 i Kivijärvi, död 28 juni 1958 i Laukas, var en finländsk jordbrukare och politiker. 
Vesterinen var ledamot av Finlands riksdag 1919–1951 för Agrarförbundet. Han var medlem av regeringen både före och efter andra världskriget, som andre lantbruksminister 1925–1926 och 1927–1928, andre kommunikationsminister 1936–1937, 1950–1951, lantbruksminister 1945–1948, andre socialminister 1950–1951 samt socialminister 1951. Han hade förtroendefulla relationer till president Juho Kusti Paasikivi. Vesterinen tilldelades ministers titel 1951.